# Comté de Lincoln (Maine)
Pour les articles homonymes, voir Comté de Lincoln.
Le comté de Lincoln (en anglais : Lincoln County) est un comté de l'État du Maine aux États-Unis. Son siège est Wiscasset. Selon le recensement de 2020, sa population est de 35 237 habitants.

## Création
Le comté a été fondé en 1760 par la Cour générale du Massachusetts à partir d’une partie du comté de York et nommé d’après la ville anglaise Lincoln, lieu de naissance du gouverneur provincial de la baie du Massachusetts Thomas Pownall. 
À sa fondation, le comté de Lincoln représentait les trois cinquièmes des terres du futur État et s’étendait vers l’est jusqu’à la Nouvelle-Écosse. Treize comtés seront ultérieurement créés à partir ce nouveau territoire.

## Géographie
Le comté a une superficie de 1 812 km2, dont 1 181 km2 de terre.

### Géolocalisation
|                    | Comté de Kennebec | Comté de Waldo |
| Comté de Sagadahoc | Comté de Lincoln  | Comté de Knox  |
|                    |                   |                |

### Liste des villes
- Alna
- Boothbay
- Boothbay Harbor
- Bremen
- Bristol
- Damariscotta
- Dresden
- Edgecomb
- Hibberts Gore
- Jefferson
- Louds Island (territoire inorganisé)
- Monhegan Plantation
- Newcastle
- Nobleboro
- Somerville
- South Bristol
- Southport
- Waldoboro
- Westport Island
- Whitefield
- Wiscasset

## Source
- (en) Cet article est partiellement ou en totalité issu de l’article de Wikipédia en anglais intitulé « Lincoln County, Maine » (voir la liste des auteurs).